# Port lotniczy Jenisejsk
Port lotniczy Jenisejsk (IATA: EIE, ICAO: UNII) – port lotniczy położony 4 km na północny zachód od Jenisejska, w Kraju Krasnojarskim, w Rosji.